# Fresnoy-le-Grand
Fresnoy-le-Grand ist eine französische Gemeinde mit 2915 Einwohnern (Stand: 1. Januar 2022) im Département Aisne in der Region Hauts-de-France. Sie gehört zum Arrondissement Saint-Quentin, zum Gemeindeverband Pays du Vermandois und ist Teil des Kantons Bohain-en-Vermandois. 

## Geografie
Fresnoy-le-Grand liegt im Norden des Départements, etwa 15 Kilometer nordöstlich von Saint-Quentin.

### Nachbargemeinden
Umgeben ist Fresnoy-le-Grand von den Nachbargemeinden Brancourt-le-Grand im Norden und Nordwesten, Bohain-en-Vermandois im Norden und Nordosten, Seboncourt im Osten, Étaves-et-Bocquiaux im Südosten, Croix-Fonsomme im Süden und Südwesten sowie Montbrehain im Westen. 

## Bevölkerungsentwicklung
| Jahr      | 1962 | 1968 | 1975 | 1982 | 1990 | 1999 | 2006 | 2014 | 2021 |
| Einwohner | 2995 | 3371 | 3729 | 3635 | 3581 | 3272 | 2992 | 2973 | 2934 |

## Wirtschaft
Die Kochgerätefirma Le Creuset wurde hier gegründet und hat hier ihren Sitz. Im Westen der Gemeinde stehen drei Windkraftanlagen als Teil eines interkommunalen Windparks.

## Sehenswürdigkeiten
- Kirche Saint-Éloi
- La Filandière, ehemalige Textilmanufaktur und Weberei, seit 1997 Monument historique
- zwei Wassertürme
- Musikpavillon
- Empfangsgebäude des Bahnhofs von Fresnoy-le-Grand von 1855 mit einem Mahnmal der Opfer der Kriege

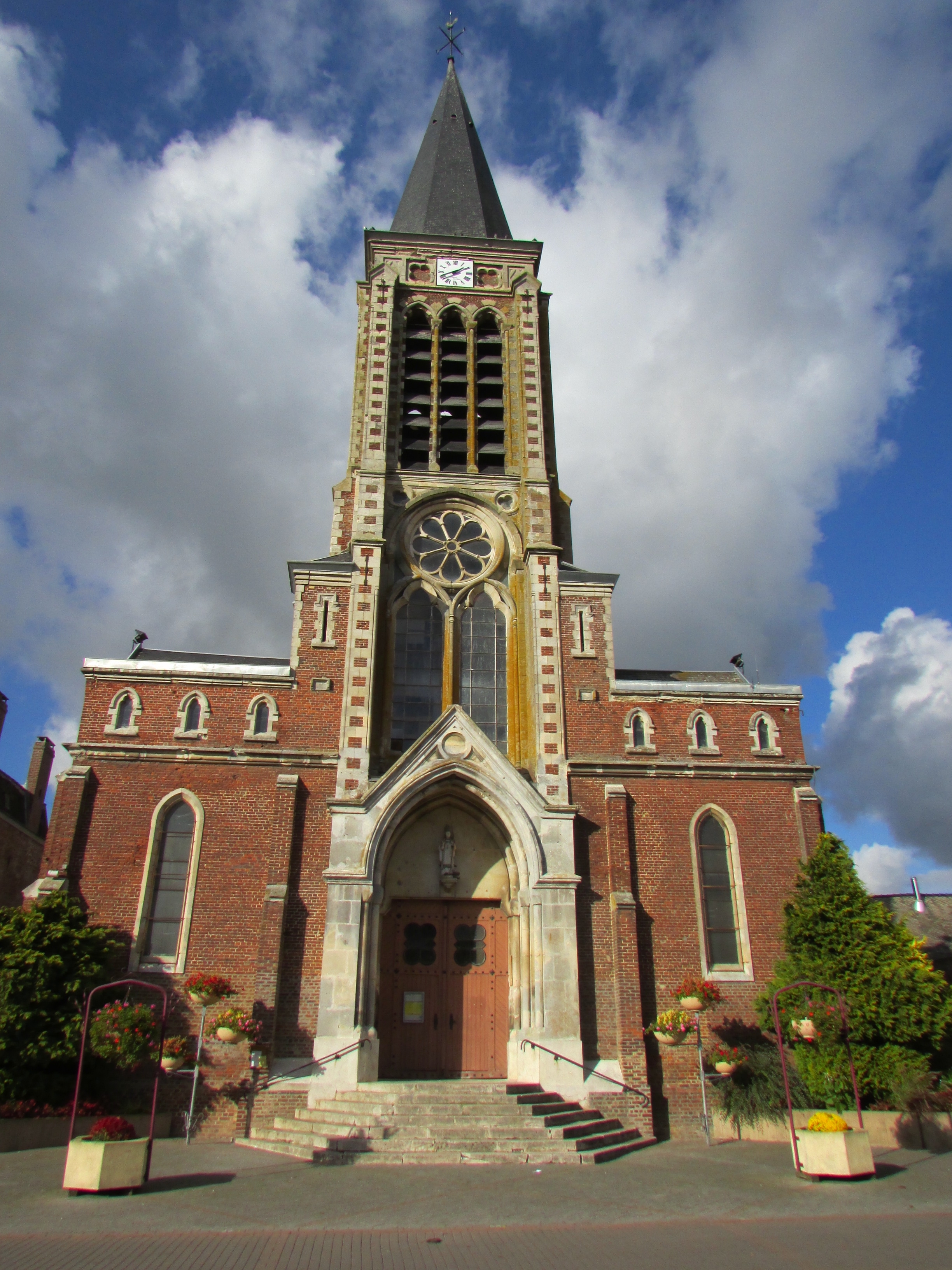
Kirche Saint-Éloi
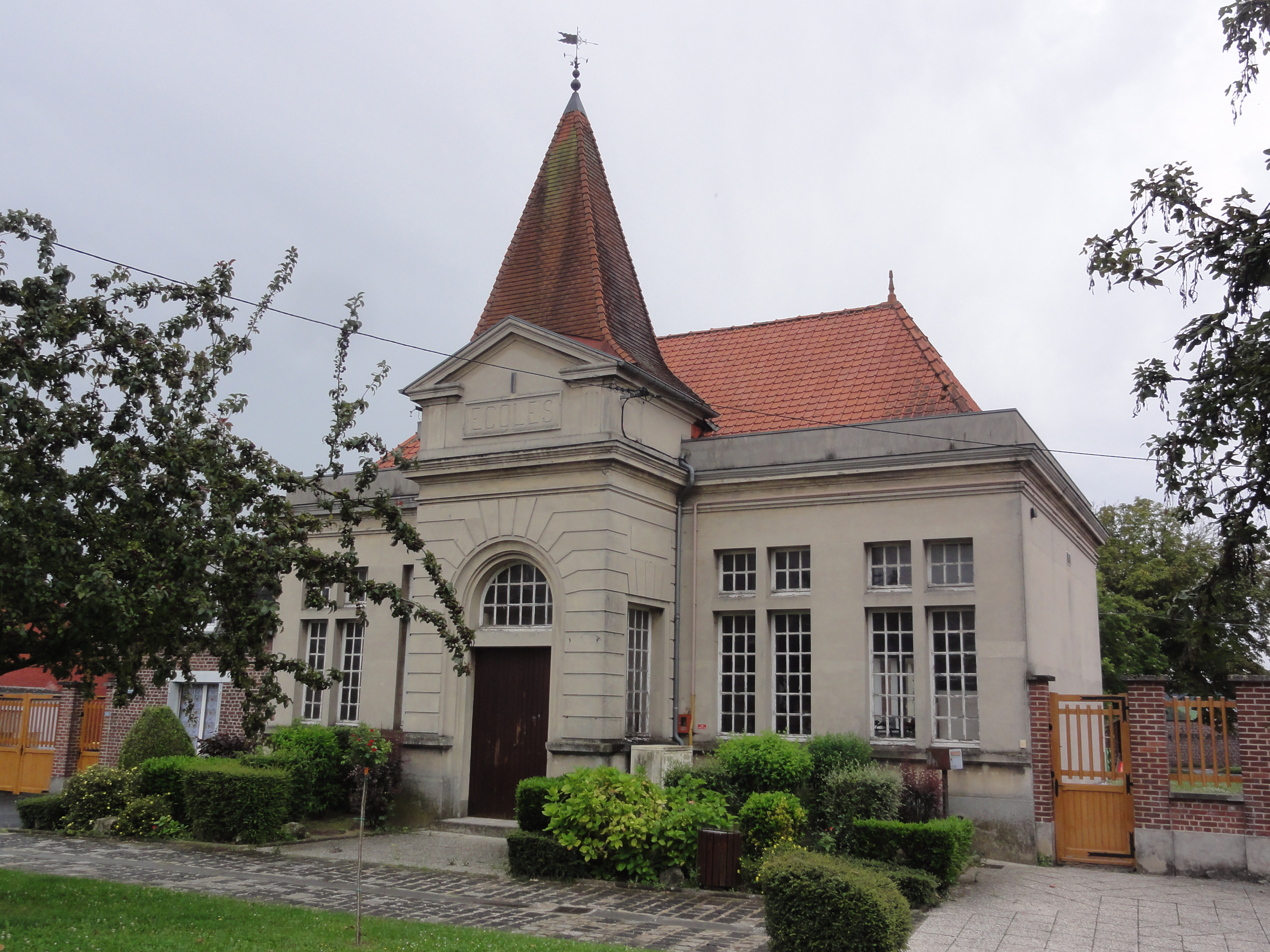
Schule
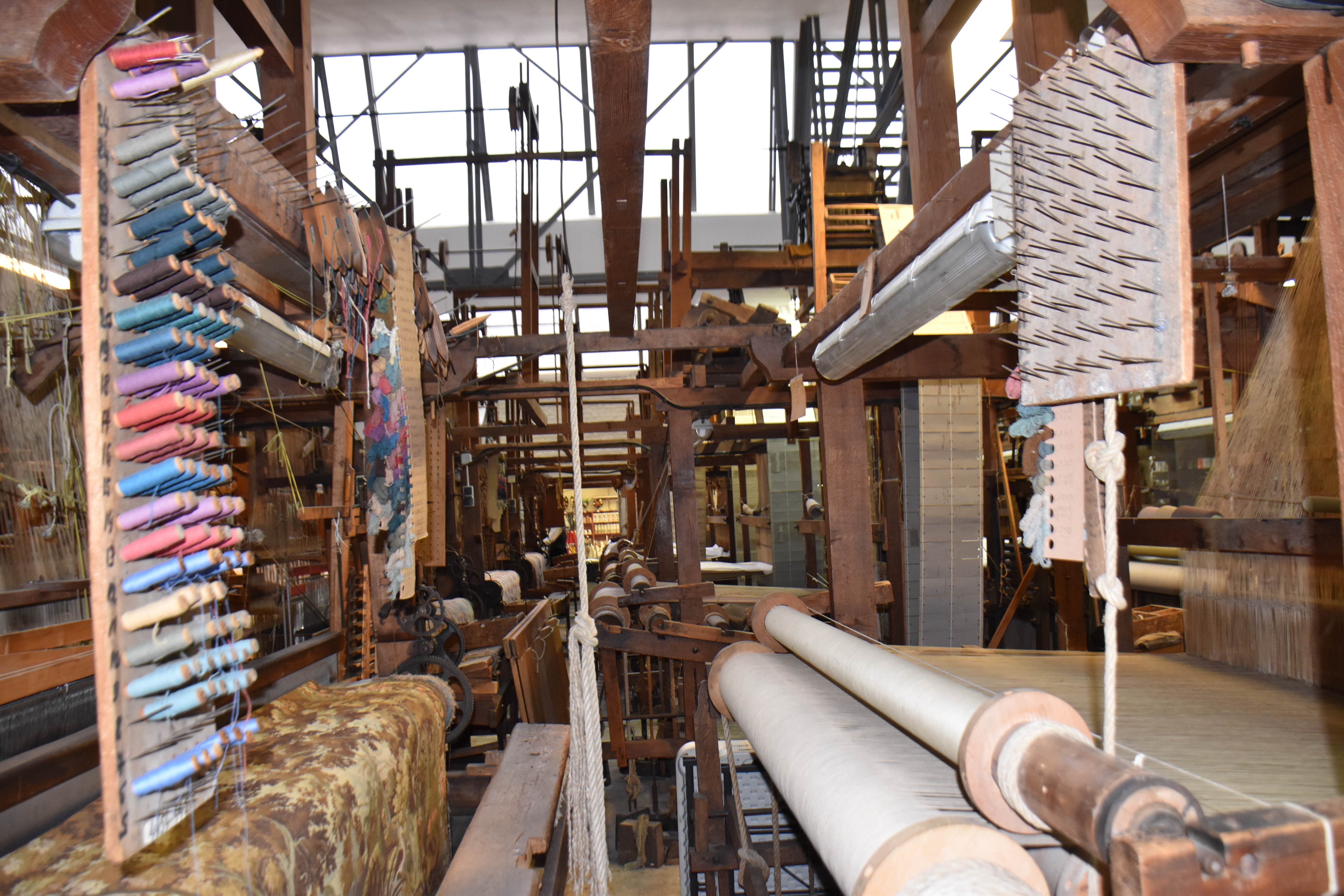
Ehemalige Textilmanufaktur und Weberei
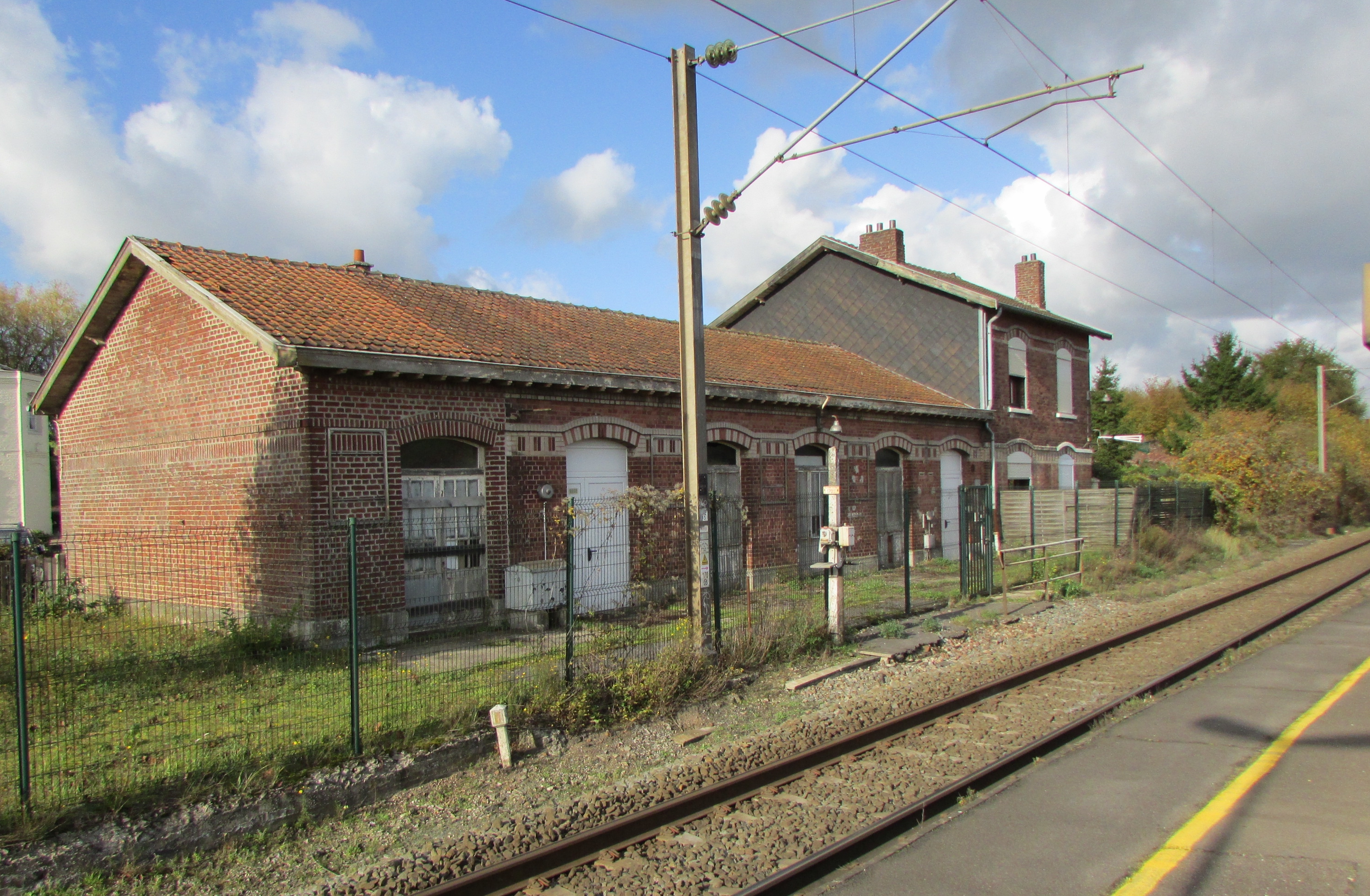
Ehemaliges Bahnhofsgebäude